# Perlesreut
Perlesreut es un municipio situado en el distrito de Freyung-Grafenau, en el estado federado de Baviera (Alemania), con una población a finales de 2016 de unos 2866 habitantes.
Se encuentra ubicado al este del estado, en la región de Baja Baviera, a poca distancia del río Danubio y de la frontera con Austria.